# Роберто Бономи
Роберто Бономи (на испански: Roberto Bonomi) е бивш аржентински пилот от Формула 1. Роден е на 30 септември 1919 година в Буенос Айрес, Аржентина.

## Формула 1
Роберто Бономи дебютира във Формула 1 през 1960 г. в Голямата награда на Аржентина, в световния шампионат на Формула 1 записва 1 участия като не успява да спечели точки. Състезава се за отбора на Скудерия Чентро Сюд.